# زنكيت
الزنكيت هو معدن من معادن الأكاسيد ويتركب كيميائياً من أكسيد الزنك ZnO؛ وهو معدن نادر، من الصعب العثور على بلوراته في الطبيعة.
لبلورته لون برتقالي مصفر، وذات بنية سداسية؛ ويمكن أن يكون مشاباً بالحديد أو المنغنيز؛ وتترافق مكامنه مع معادن أخرى مثل الفيليميت والفرانكلينيت.